# Pori Bears 2021
Questa voce raccoglie le informazioni riguardanti i Pori Bears nelle competizioni ufficiali della stagione 2021.

## I-divisioona 2021

### Stagione regolare
| Pori 19 giugno 2021, ore 19:00 1ª giornata | Pori Bears     | 46 – 20 (6-19 7-0 0-20 0-14) referto | Rovaniemi Nordmen | Porin urheilukeskus (350 spett.)\| Arbitro: \| J. Kalliokoski \| |
| Arbitro:                                   | J. Kalliokoski |                                      |                   |                                                                  |

| Kotka 3 luglio 2021, ore 19:00 2ª giornata | Kotka Eagles  | 36 – 30 (d.t.s.) (3-7 20-12 0-0 7-11 6-0) referto | Pori Bears | Puistolan kenttä\| Arbitro: \| M. Makarainen \| |
| Arbitro:                                   | M. Makarainen |                                                   |            |                                                 |

| Pori 24 luglio 2021, ore 19:00 5ª giornata | Pori Bears | 35 – 42 (14-0 7-21 7-14 7-7) referto | Tampere Saints | Porin urheilukeskus (300 spett.)\| Arbitro: \| J. Kalevo \| |
| Arbitro:                                   | J. Kalevo  |                                      |                |                                                             |

| Rovaniemi 31 luglio 2021, ore 17:00 6ª giornata | Rovaniemi Nordmen | 32 – 44 (6-10 6-20 20-7 0-7) referto | Pori Bears | Susivouti (246 spett.)\| Arbitro: \| M. Makarainen \| |
| Arbitro:                                        | M. Makarainen     |                                      |            |                                                       |

| Pori 8 agosto 2021, ore 19:00 7ª giornata | Pori Bears | 14 – 7 (7-7 0-0 0-0 7-0) referto | Kotka Eagles | Porin urheilukeskus (300 spett.)\| Arbitro: \| J. Kalevo \| |
| Arbitro:                                  | J. Kalevo  |                                  |              |                                                             |

| Tampere 28 agosto 2021, ore 17:30 10ª giornata | Tampere Saints | 54 – 14 (7-0 7-14 20-0 20-0) referto | Pori Bears | Pyynikin urheilukenttä (233 spett.) |

### Playoff
| Pori 4 settembre 2021, ore 18:30 Semifinale | Pori Bears | 22 – 34 (0-7 0-14 8-7 14-6) referto | Kotka Eagles | Porin urheilukeskus |

## Statistiche di squadra
| Competizione      | %Vittorie | In casa | In casa | In casa | In casa | In casa | In casa | In trasferta | In trasferta | In trasferta | In trasferta | In trasferta | In trasferta | Totale | Totale | Totale | Totale | Totale | Totale |
| Competizione      | %Vittorie | G       | V       | N       | P       | Pf      | Ps      | G            | V            | N            | P            | Pf           | Ps           | G      | V      | N      | P      | Pf     | Ps     |
| ----------------- | --------- | ------- | ------- | ------- | ------- | ------- | ------- | ------------ | ------------ | ------------ | ------------ | ------------ | ------------ | ------ | ------ | ------ | ------ | ------ | ------ |
| Stagione regolare | .500      | 3       | 2       | 0       | 1       | 95      | 69      | 3            | 1            | 0            | 2            | 88           | 122          | 6      | 3      | 0      | 3      | 183    | 191    |
| Playoff           | .000      | 1       | 0       | 0       | 1       | 22      | 34      | 0            | 0            | 0            | 0            | 0            | 0            | 1      | 0      | 0      | 1      | 22     | 34     |
| Totale            | .429      | 4       | 2       | 0       | 2       | 117     | 103     | 3            | 1            | 0            | 2            | 88           | 122          | 7      | 3      | 0      | 4      | 205    | 225    |

## Statistiche personali

### Marcatori
| Giocatore      | Ruolo | TD rush | TD recv | TD int | TD p.ret | TD k.ret | TD oth | Xp1 | Xp2 | FG | Saf | Totale |
| -------------- | ----- | ------- | ------- | ------ | -------- | -------- | ------ | --- | --- | -- | --- | ------ |
| J. Robbins     |       | 7       | 0       | 0      | 0        | 0        | 0      | 0   | 0   | 0  | 0   | 42     |
| V. Ollonqvist  |       | 0+1     | 5       | 0      | 0        | 0        | 0      | 0   | 0   | 0  | 0   | 36     |
| R. Herbin      |       | 4       | 0       | 0      | 0        | 0        | 0      | 0   | 2   | 0  | 0   | 28     |
| Olney          |       | 1+1     | 1       | 0      | 0        | 0        | 0      | 0   | 0+1 | 0  | 0   | 20     |
| Lampivuo       |       | 1       | 0+1     | 0      | 0        | 0        | 0      | 0   | 0+1 | 0  | 0   | 14     |
| J. Riihela     |       | 0       | 2       | 0      | 0        | 0        | 0      | 0   | 1   | 0  | 0   | 14     |
| M. Wakabayashi |       | 0       | 1       | 0      | 0        | 0        | 0      | 7   | 0   | 0  | 0   | 13     |
| M. Fernandez   |       | 0       | 0       | 0      | 0        | 0        | 0      | 7   | 0   | 1  | 0   | 10     |
| L. Kuortti     |       | 0       | 1       | 0      | 0        | 0        | 0      | 0   | 0   | 0  | 0   | 6      |
| R. Lehmussaari |       | 0       | 0       | 1      | 0        | 0        | 0      | 0   | 0   | 0  | 0   | 6      |
| P. McMahon     |       | 0       | 0       | 0      | 0        | 0        | 0      | 0   | 3   | 0  | 0   | 6      |
| O. Valin       |       | 0       | 0       | 0      | 0        | 0        | 0      | 1   | 0   | 1  | 0   | 4      |

### Passer rating
| Giocatore      | G   | Att    | Comp  | Int | Yds      | TD   | NFL   | NCAA   |
| -------------- | --- | ------ | ----- | --- | -------- | ---- | ----- | ------ |
| J. Robbins     | 6+1 | 172+34 | 87+20 | 4+2 | 1280+247 | 10+1 | 81,92 | 126,00 |
| S. Karjalainen | 2   | 5      | 3     | 0   | 24       | 0    |       |        |
| R. Herbin      | 1   | 1      | 0     | 0   | 0        | 0    |       |        |
| Olney          | 1   | 1      | 0     | 0   | 0        | 0    |       |        |